# Konvent 1 (Quedlinburg)

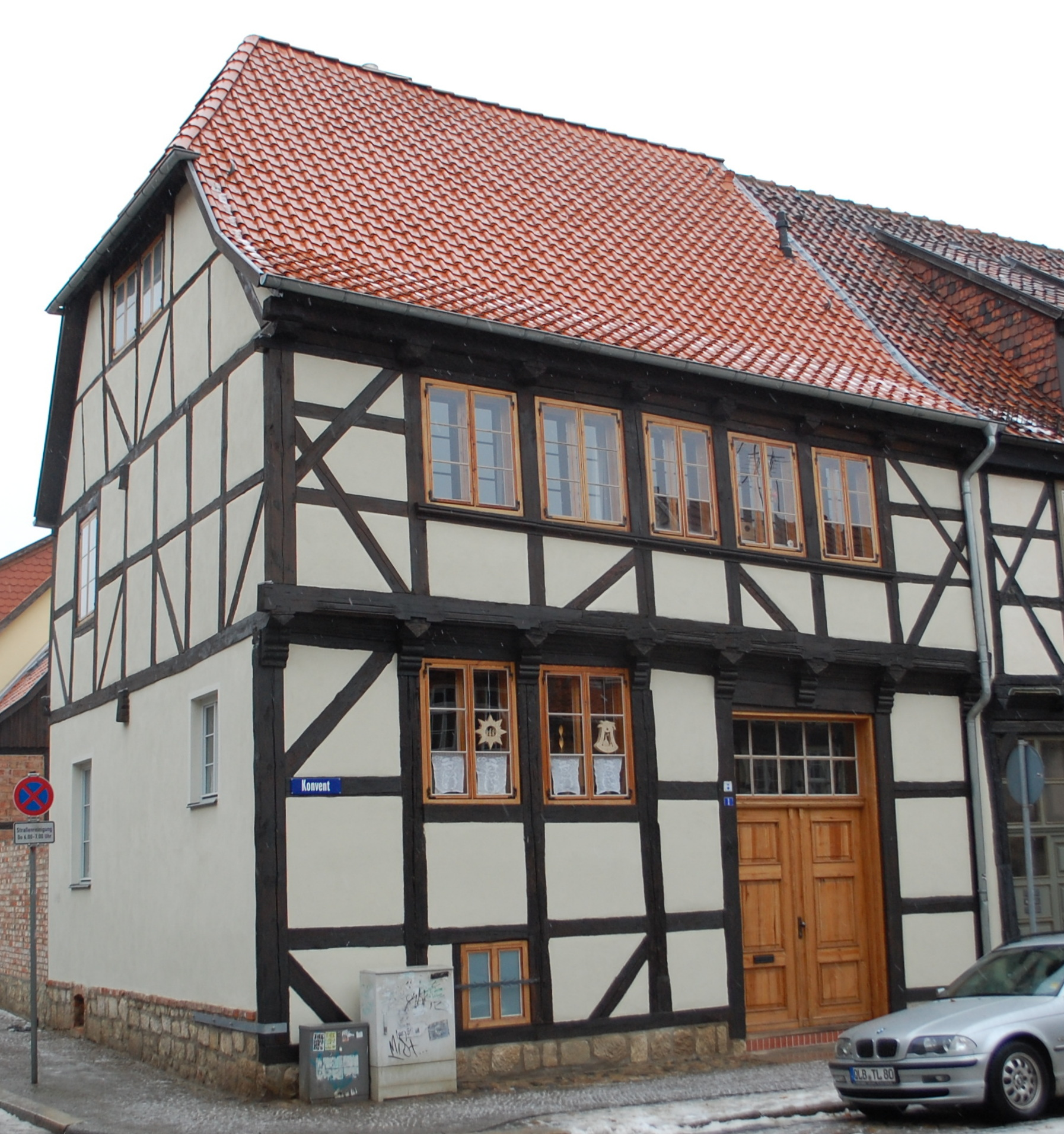
Konvent 1

Das Haus Konvent 1 ist ein denkmalgeschütztes Gebäude in der Stadt Quedlinburg in Sachsen-Anhalt.

## Lage
Es befindet sich im südlichen Teil der historischen Quedlinburger Neustadt an der Einmündung der Straße Konvent auf die Kaiserstraße und ist im Quedlinburger Denkmalverzeichnis als Wohnhaus eingetragen.

## Architektur und Geschichte
Das Fachwerkhaus entstand nach einer Bauinschrift im Jahr 1668. Es ist mit einem Krüppelwalmdach bedeckt. Das Fachwerk des Obergeschosses ist mit der Fachwerkfigur des Halben Manns sowie Fußbändern versehen. Darüber hinaus finden sich sowohl an der Stockschwelle und  an der Traufe Pyramidenbalkenköpfe und Schiffskehlen in der für die Bauzeit typischen Form. Das untere Geschoss wurde später in massiver Bauweise erneuert.
Anfang des 21. Jahrhunderts wurde das Gebäude durch das Architekturbüro qbatur saniert.